# Райхсгау Штирія

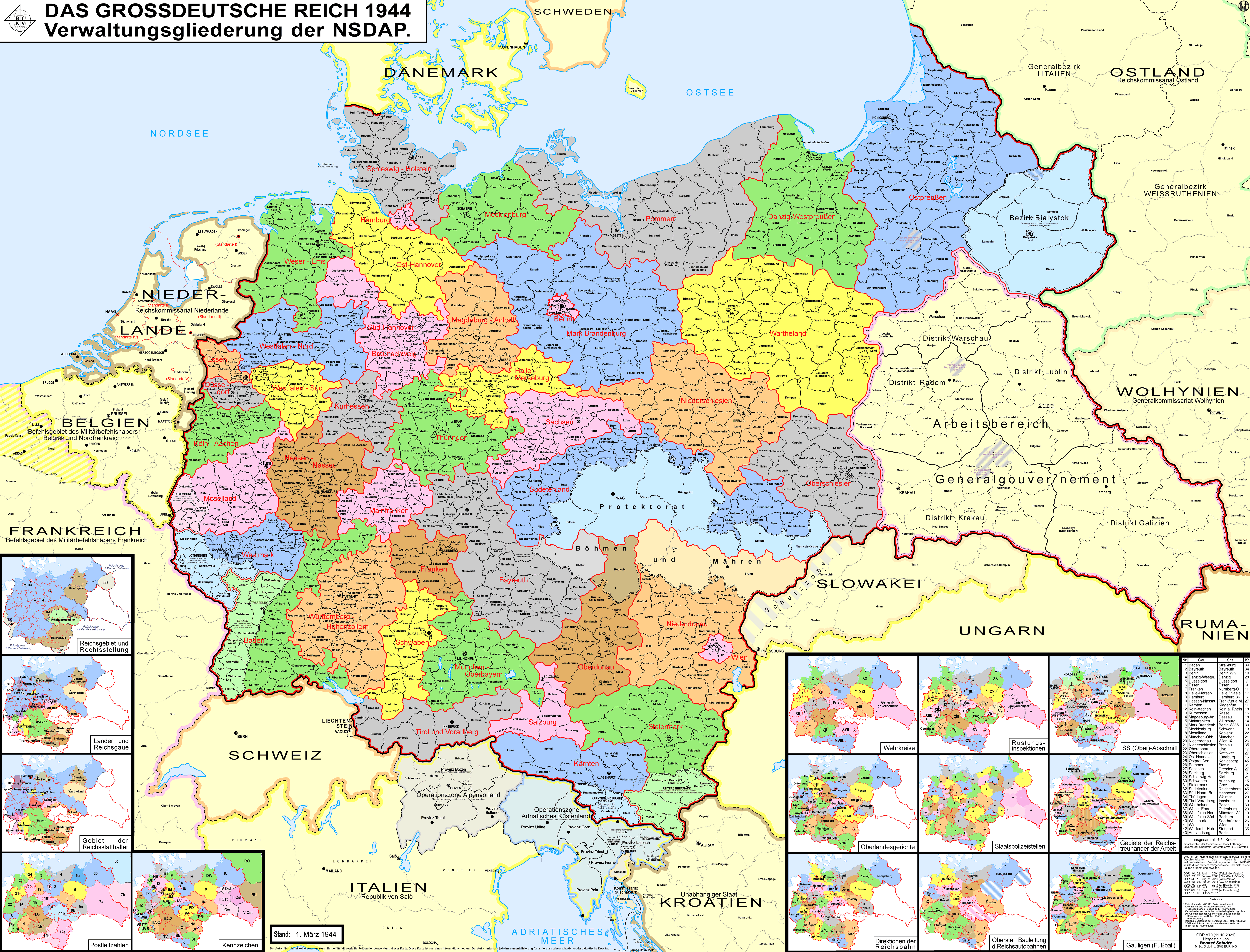
Карта нацистської Німеччини з поділом
на адміністративно-територіальні одиниці (гау та райхсгау)

Увага:  Не вказане значення "common_name"

 Увага: Не вказане значення "continent"
Райхсгау Штирія (нім. Reichsgau Steiermark) — адміністративно-територіальна одиниця нацистської Німеччини, утворена 1 травня 1939 на анексованій 1938 року території Федеративної держави Австрія. Окрім власне Штирії, охоплювала південний Бургенланд, а після завоювання Югославії — і Нижню Штирію. 

## Історія
Систему партійних територіальних одиниць НСДАП — гау було створено на нацистській партійній конференції 22 травня 1926 р. з метою поліпшення адміністрування партійної структури. З 1933 року, після захоплення влади нацистами, гау все більше замінювали собою землі як адміністративно-територіальні одиниці Німеччини. 
Після приєднання Австрії нацистське керівництво поділило Австрію на райхсгау.
На чолі кожного гау стояв гауляйтер — посада, яка набувала дедалі більшої ваги, особливо після початку Другої світової війни. Місцеві гауляйтери відали питаннями пропаганди і нагляду, а з вересня 1944 року — Фольксштурмом і обороною гау.
Штирію, яка 13 березня 1938 внаслідок аншлюсу опинилася в складі Німецької імперії, нацистське керівництво мало намір зробити зразково-показовим гау на південно-східних рубежах Третього Райху. 15 жовтня 1938 року до гау Штирія було приєднано південний Бургенланд. Після капітуляції Югославії у квітні 1941 р. німецькі окупанти передали до райхсгау Штирії область цивільного управління Нижня Штирія, де почалася сувора германізація.
У Гау Штирія (без Нижньої Штирії) 1942 року проживало 15,5% усіх австрійських націонал-соціалістів. Штирія після Каринтії мала найбільшу серед усіх земель частку нелегалів, тобто тих членів нацистської партії, які перебували в її лавах ще до 1938 року (30530 осіб).
З 1938 до кінця 1939 року майже 3000 євреїв, що жили в Штирії, були вигнані з країни шляхом переслідувань, терору, знищення синагог і церемоніальних залів та конфіскації їхнього майна.

## Устрій
Станом на 1 січня 1945 райхсгау поділялося на 17 районів, один із яких був міським:
- міський район Грац (нім. Stadtkreis Graz)
- район Брук-ан-дер-Мур (нім. Landkreis Bruck an der Mur)
- район Дойчландсберг (нім. Landkreis Deutschlandsberg)
- район Фельдбах (нім. Landkreis Feldbach)
- район Фюрстенфельд (нім. Landkreis Fürstenfeld)
- район Грац (нім. Landkreis Graz)
- район Умгебунг (нім. Landkreis Umgebung)
- район Гартберг (нім. Landkreis Hartberg)
- район Юденбург (нім. Landkreis Judenburg)
- район Лайбніц (нім. Landkreis Leibnitz)
- район Леобен (нім. Landkreis Leoben)
- район Ліцен (нім. Landkreis Liezen)
- район Мюрццушляґ (нім. Landkreis Mürzzuschlag)
- район Мурау  (нім. Landkreis Murau)
- район Оберварт (нім. Landkreis Oberwart)
- район Радкерсбург (нім. Landkreis Radkersburg)
- район Фойтсберг (нім. Landkreis Voitsberg)
- район Вайц (нім. Landkreis Weiz)